# Polyrhachis levior
Polyrhachis levior är en myrart som beskrevs av Julius Roger 1863. Polyrhachis levior ingår i släktet Polyrhachis och familjen myror. Inga underarter finns listade i Catalogue of Life.